# Тихомандрицкий, Александр Никитич
Александр Никитич Тихомандрицкий (1808—1888) — российский математик и педагог, профессор Императорского университета Святого Владимира, инспектор Главного педагогического института. Отец математика М. А. Тихомандрицкого; брат профессора А. Н. Тихомандрицкого.

## Биография
Родился 10 (22) августа 1808 года в Твери. Учился в Тверской духовной семинарии и в 1829 году, как один из лучших учеников семинарии, он был определён в Главный педагогический институт, курс математического факультета которого окончил в 1835 году. Затем он был послан за границу для дальнейшего образования. В Кенигсбергском университете он продолжал изучать математику, астрономию и физику, посещая лекции профессоров Якоби, Бесселя, Неймана и под руководством этих профессоров работая в их семинариях. 
Возвратившись из-за границы, он был назначен адъюнкт-профессором в Киевский университет по кафедре прикладной математики. После получения степени доктора математических наук в 1843 году стал экстраординарным профессором. Затем он был утверждён ординарным профессором университета. Читал лекции и вёл практические занятия по алгебраическому анализу, механике, теории молекулярных сил и начертательной геометрии. 
В 1848 году А. Н. Тихомандрицкий был назначен инспектором Главного педагогического института и занимал эту должность до закрытия института в 1859 году; когда в 1857 году в министерстве народного просвещения возник вопрос о преобразовании института и по этому поводу были опрошены компетентные лица, в числе их был и Tихомандрицкий, решительно высказавшийся за возвращение к уставу 1828 года. 
С 1860 и по 1865 год Александр Никитич Тихомандрицкий исполнял последовательно должности — директора Второй петербургской гимназии, помощника попечителя Казанского учебного округа и, наконец, вице-директора департамента Министерства народного просвещения Российской империи. 
С 1865 года Тихомандрицкий был причислен к Министерству внутренних дел, состоя членом совета по делам книгопечатания. С 1873 года он вновь служил в министерстве народного просвещения, будучи там членом учёного комитета и членом главного управления цензуры. 
Умер 2 (14) августа 1888 года в Санкт-Петербурге. Был похоронен на Смоленском православном кладбище, могилы утрачена.
Были напечатаны следующие работы А. Н. Tихомандрицкого:
- «Решение двучленных уравнений» (Киев: тип. Ун-та св. Владимира, 1841) — докторская диссертация;
- «Начальная алгебра» (СПб.: тип. Имп. Акад. наук, 1853) — переиздавалась в 1855 и 1860 гг. и долгое время служила руководством в гимназиях;
- «Вспомогательные таблицы для вычисления пожизненных эмеритальных пенсий» («Журнал Министерства народного просвещения». — Ч. СLХХ, прилож.; отд. изд.: СПб.: тип. Имп. Акад. наук, 1875. — [2], 70 с., 5 л. табл.)

В периодических изданиях Tихомандрицкий поместил ряд статей по вопросу о пенсиях.